# Oldmeldrum
Oldmeldrum (gael. Meall Druim) – wieś i gmina w hrabstwie Aberdeenshire, niedaleko Inverurie w północno-wschodniej Szkocji. Z populacją poniżej 2000 mieszkańców Oldmeldrum nie mieści się na liście 300 głównych szkockich skupisk ludzkich.
Do 1684 gmina znana była jako "Bethelnie".